# Eredivisie 2010-11
La Eredivisie 2010-11 fue la 55.ª edición de la Eredivisie, la primera división de fútbol de los Países Bajos. El ganador se clasificó a la Liga de Campeones 2011/12, el segundo lugar se clasificó a la tercera ronda previa de la liga de Campeones 2011/12, el tercer lugar jugará la ronda preliminar de la UEFA Europa League 2011/12, el cuarto lugar jugará la tercera fase previa de la UEFA Europa League y del 5.º al 8.º lugar jugaron los play-offs para definir un pase a la misma competición. El último lugar descendió, mientras que los lugares 16.º y 17.º jugaron una ronda de repesca para el descenso.
El campeón defensor es el Twente. El campeón de la temporada fue el Ajax.

## Ascensos y descensos[1]
| Pos   | Descendidos de la Eredivisie |
| ----- | ---------------------------- |
| 18º   | RKC Waalwijk                 |
| Prom. | Sparta Rotterdam             |

| Pos   | Ascendidos de la Eerste Divisie |
| ----- | ------------------------------- |
| 1º    | De Graafschap                   |
| Prom. | Excelsior                       |

### Equipos y estadios
| Club            | Localización | Estadio                  | Capacidad |
| --------------- | ------------ | ------------------------ | --------- |
| ADO Den Haag    | La Haya      | Den Haag Stadion         | 15.000    |
| Ajax            | Ámsterdam    | Amsterdam ArenA          | 52.960    |
| AZ Alkmaar      | Alkmaar      | AZ Stadion               | 17.150    |
| Excelsior       | Róterdam     | Woudestein               | 3.527     |
| Feyenoord       | Róterdam     | Stadion Feijenoord       | 48.750    |
| De Graafschap   | Doetinchem   | De Vijverberg            | 12.600    |
| Groningen       | Groninga     | Euroborg                 | 22.700    |
| Heerenveen      | Heerenveen   | Abe Lenstra Stadion      | 27.000    |
| Heracles Almelo | Almelo       | Polman Stadion           | 8.500     |
| NAC Breda       | Breda        | Rat Verlegh Stadion      | 19.000    |
| NEC Nimega      | Nimega       | Stadion de Goffert       | 12.470    |
| PSV             | Eindhoven    | Philips Stadion          | 35.250    |
| Roda JC         | Kerkrade     | Parkstad Limburg Stadion | 19.500    |
| Twente          | Enschede     | De Grolsch Veste         | 30.100    |
| Utrecht         | Utrecht      | Stadion Galgenwaard      | 24.426    |
| Vitesse         | Arnhem       | Gelredome                | 28.000    |
| VVV-Venlo       | Venlo        | De Koel                  | 8.000     |
| Willem II       | Tilburgo     | Willem II Stadion        | 14.637    |

## Tabla de posiciones
| Equipo | Equipo              | Pts. | PJ | PG | PE | PP | GF | GC | Dif. |
| ------ | ------------------- | ---- | -- | -- | -- | -- | -- | -- | ---- |
| 1      | Ajax Ámsterdam (C)  | 73   | 34 | 22 | 7  | 5  | 72 | 30 | 42   |
| 2      | Twente              | 71   | 34 | 21 | 8  | 5  | 65 | 34 | 31   |
| 3      | PSV Eindhoven       | 69   | 34 | 20 | 9  | 5  | 79 | 34 | 45   |
| 4      | AZ Alkmaar          | 59   | 34 | 17 | 8  | 9  | 55 | 44 | 11   |
| 5      | Groningen           | 57   | 34 | 17 | 6  | 11 | 65 | 52 | 13   |
| 6      | Roda JC             | 55   | 34 | 14 | 13 | 7  | 65 | 50 | 15   |
| 7      | ADO Den Haag (G)    | 54   | 34 | 16 | 6  | 12 | 63 | 55 | 8    |
| 8      | Heracles Almelo     | 49   | 34 | 14 | 7  | 13 | 65 | 56 | 9    |
| 9      | Utrecht             | 47   | 34 | 13 | 8  | 13 | 55 | 51 | 4    |
| 10     | Feyenoord Rotterdam | 44   | 34 | 12 | 8  | 14 | 53 | 54 | -1   |
| 11     | NEC Nijmegen        | 43   | 34 | 10 | 13 | 11 | 57 | 56 | 1    |
| 12     | Heerenveen          | 41   | 34 | 10 | 11 | 13 | 60 | 54 | 6    |
| 13     | NAC Breda           | 40   | 34 | 12 | 5  | 17 | 44 | 60 | -16  |
| 14     | De Graafschap       | 38   | 34 | 9  | 11 | 14 | 31 | 56 | -25  |
| 15     | Vitesse             | 35   | 34 | 9  | 8  | 17 | 42 | 61 | -19  |
| 16     | Excelsior           | 35   | 34 | 10 | 5  | 19 | 45 | 66 | -21  |
| 17     | VVV-Venlo           | 21   | 34 | 6  | 3  | 25 | 34 | 76 | -42  |
| 18     | Willem II (D)       | 15   | 34 | 3  | 6  | 25 | 37 | 98 | -61  |

| UEFA Champions League 2011-12 | Tercera ronda previa de la UEFA Champions League 2011-12 | UEFA Europa League 2011-12 | Play-offs para ingresar a la UEFA Europa League 2011-12 | Play-offs de descenso | Descendió |

| (C) Campeón                  |
| (G) Ganador de los play-offs |
| (D) Descendido               |

| Bandera de los Países Bajos |
| Campeón Ajax 30.º título    |

## Fecha de consagración (fecha 34)
Todos los partidos se jugaron al mismo tiempo, el 15 de mayo de 2011:
| Utrecht         | 5 - 1 | AZ           |
| Willem II       | 0 - 1 | NAC Breda    |
| Feyenoord       | 1 - 1 | NEC          |
| Roda            | 0 - 0 | Heerenveen   |
| Heracles Almelo | 3 - 0 | Ado Den Haag |
| Groningen       | 0 - 0 | PSV          |
| De Graafschap   | 1 - 0 | VVV-Venlo    |
| Vitesse         | 1 - 4 | Excelsior    |
| Ajax            | 3 - 1 | Twente       |

## Goleadores
| Jugador         | Equipo  | Goles |
| --------------- | ------- | ----- |
| Björn Vleminckx | NEC     | 23    |
| Dmitri Bulykin  | ADO     | 21    |
| Mads Junker     | Roda JC | 20    |

## Play-offs

### Play-offs para ingresar a laUEFA Europa League 2011-12
| Semifinal 1                                        | Semifinal 1 | Semifinal 1     | Semifinal 1 | Semifinal 1 | Semifinal 1 |
| Local                                              | Resultado   | Visitante       |             |             |             |
| -------------------------------------------------- | ----------- | --------------- | ----------- | ----------- | ----------- |
| Heracles Almelo                                    | 3 - 2       | Groningen       |             |             |             |
| Groningen                                          | 2 - 1       | Heracles Almelo |             |             |             |
| Goningen avanza por la regla del gol de visitante. |             |                 |             |             |             |

| ADO Den Haag | 4 - 2 | Roda         |
| Roda         | 1 - 2 | ADO Den Haag |

| Final                                                                                                | Final     | Final        | Final | Final | Final |
| Local                                                                                                | Resultado | Visitante    |       |       |       |
| --- | --------- | ------------ | ----- | ----- | ----- |
| ADO Den Haag                                                                                         | 5 - 1     | Groningen    |       |       |       |
| Groningen                                                                                            | 5 - 1     | ADO Den Haag |       |       |       |
| ADO Den Haag clasifica por penales (3-4) a la segunda ronda previa de la UEFA Europa League 2011-12. |           |              |       |       |       |

### Play-offs de descenso

#### Ronda 1
| Equipo 1        | Agr. | Equipo 2  | Ida | Vuelta |
| --------------- | ---- | --------- | --- | ------ |
| Volendam        | 5–2  | MVV       | 3–2 | 2–0    |
| Go Ahead Eagles | 1–3  | Den Bosch | 0–1 | 1–2    |

#### Ronda 2
| Equipo 1  | Agr.           | Equipo 2      | Ida | Vuelta |
| --------- | -------------- | ------------- | --- | ------ |
| Volendam  | 1−4            | VVV-Venlo     | 1−2 | 0−2    |
| Cambuur   | 3−3 (pen. 6–7) | Zwolle        | 2−1 | 1−2    |
| Veendam   | 3−4            | Helmond Sport | 3−3 | 0−1    |
| Den Bosch | 4−6            | Excelsior     | 3−3 | 1−3    |

#### Ronda 3
| Promoción 1                                                   | Promoción 1 | Promoción 1 | Promoción 1 | Promoción 1 | Promoción 1 |
| Local                                                         | Resultado   | Visitante   |             |             |             |
| ------------------------------------------------------------- | ----------- | ----------- | ----------- | ----------- | ----------- |
| Zwolle                                                        | 1 - 2       | VVV-Venlo   |             |             |             |
| VVV-Venlo                                                     | 2 - 2       | Zwolle      |             |             |             |
| VVV-Venlo permaneció en la Eredivisie con un global de 4 - 3. |             |             |             |             |             |

| Promoción 2                                                   | Promoción 2 | Promoción 2   | Promoción 2 | Promoción 2 | Promoción 2 |
| Local                                                         | Resultado   | Visitante     |             |             |             |
| ------------------------------------------------------------- | ----------- | ------------- | ----------- | ----------- | ----------- |
| Helmond Sport                                                 | 1 - 5       | Excelsior     |             |             |             |
| Excelsior                                                     | 4 - 2       | Helmond Sport |             |             |             |
| Excelsior permaneció en la Eredivisie con un global de 9 - 3. |             |               |             |             |             |